# 하남시의회
하남시의회는 경기도 하남시 지역을 관할하는 기초의회이다.